# 정치기계
정치기계(political machine)란 권위 있는 보스정치인 또는 보스정치인들을 중심으로 지지자와 사업체들이 모여 유착한 것을 말한다. 정치기계의 힘은 선거일에 얼마나 많은 유권자를 동원할 수 있는지에 따라 결정된다.
이런 요소는 어지간한 정당이나 정치단체에 거의 있는 것이지만, 정치기계에는 보스정치인을 정점으로 하는 위계제, 지지세를 동원해오면 보스가 정치력으로 보상을 내려주는 피호제가 명확히 존재한다. 정치기계의 우두머리인 보스정치인은 후원, 엽관제, 흑막, 그 외에 대의민주제에 내재하고 있는 여러 태생적 요소 등을 이용해 영향력을 발휘한다. 단일 선거를 위해 뭉쳤다가 흩어지는 것은 정치기계라 하지 않는다. 보스정치인의 영향력이 사라지지 않는 한 반영구적으로 존재해야 정치기계다.
"정치기계"라는 용어는 20세기 미국 정계에서 유래했다.

## 같이 보기
- 후견주의
- 정실주의
- 태머니 홀
- 휴이 롱